# Covurlui
Covurlui è un comune della Moldavia situato nel distretto di Leova di 1.571 abitanti al censimento del 2004